# Tønder Bank
Tønder Bank A/S var en dansk lokalbank, der havde hovedsæde i Tønder og yderligere 10 afdelinger i Sønderjylland,  Århus og København. I 2007 havde banken et resultat før skat på 44,0 mio. kr. Banken indgav i november 2012 konkursbegæring som følge af, at egenkapitalen var tabt. Aktiverne, filialnettet og medarbejderne blev derefter overtaget af Sydbank.  
Banken blev grundlagt i 1913 af en gruppe lokale bønder som Tondernbank. Navnet blev ændret til Tønder og Omegns Bank efter 2. verdenskrig, og i 1985 fik den sit nuværende navn. Indtil 1994 var der kun filialer i Højer, Bylderup-Bov og Tinglev, men siden kom afdelinger i Skærbæk (1994), Toftlund (1997), Løgumkloster og Vojens (2000) samt Rødekro (2003) til. Senest åbnedes også afdelinger i København, Aarhus og Vejen.
Banken var noteret på Københavns Fondsbørs. Administrerende direktør frem til konkursen var Mogens Mortensen.
Efter skærpede krav fra Finanstilsynet om senest søndag 4. november 2012 kl. 18 at foretage yderligere nedskrivninger på bankens aktiviteter og opfylde et øget solvenskrav, valgte banken at indgive konkursbegæring idet man ikke var enig i tilsynets krav og ikke så sig i stand til at opfylde dem, idet bankens egenkapital er forsvundet. Samtlige aktiver og passiver bortset fra bankens aktiekapital, hybride kernekapital og ansvarlige kapital blev derefter overtaget af Sydbank.